# Papilio ulysses
Papilio ulysses is een vlinder uit de familie van de pages (Papilionidae). De wetenschappelijke naam werd gepubliceerd in 1758 door Carl Linnaeus in de tiende editie van Systema naturae.

## Kenmerken
De blauwe vleugels hebben een glanzende weerschijn, die al op grote afstand te zien is.

## Verspreiding en leefgebied
Deze vlindersoort komt voor in Nieuw-Guinea, Australië, de Molukken en de Salomonseilanden.

## Waardplanten
De waardplanten behoren tot het geslacht Euodia uit de wijnruitfamilie (Rutaceae).